# Adela (insecto)

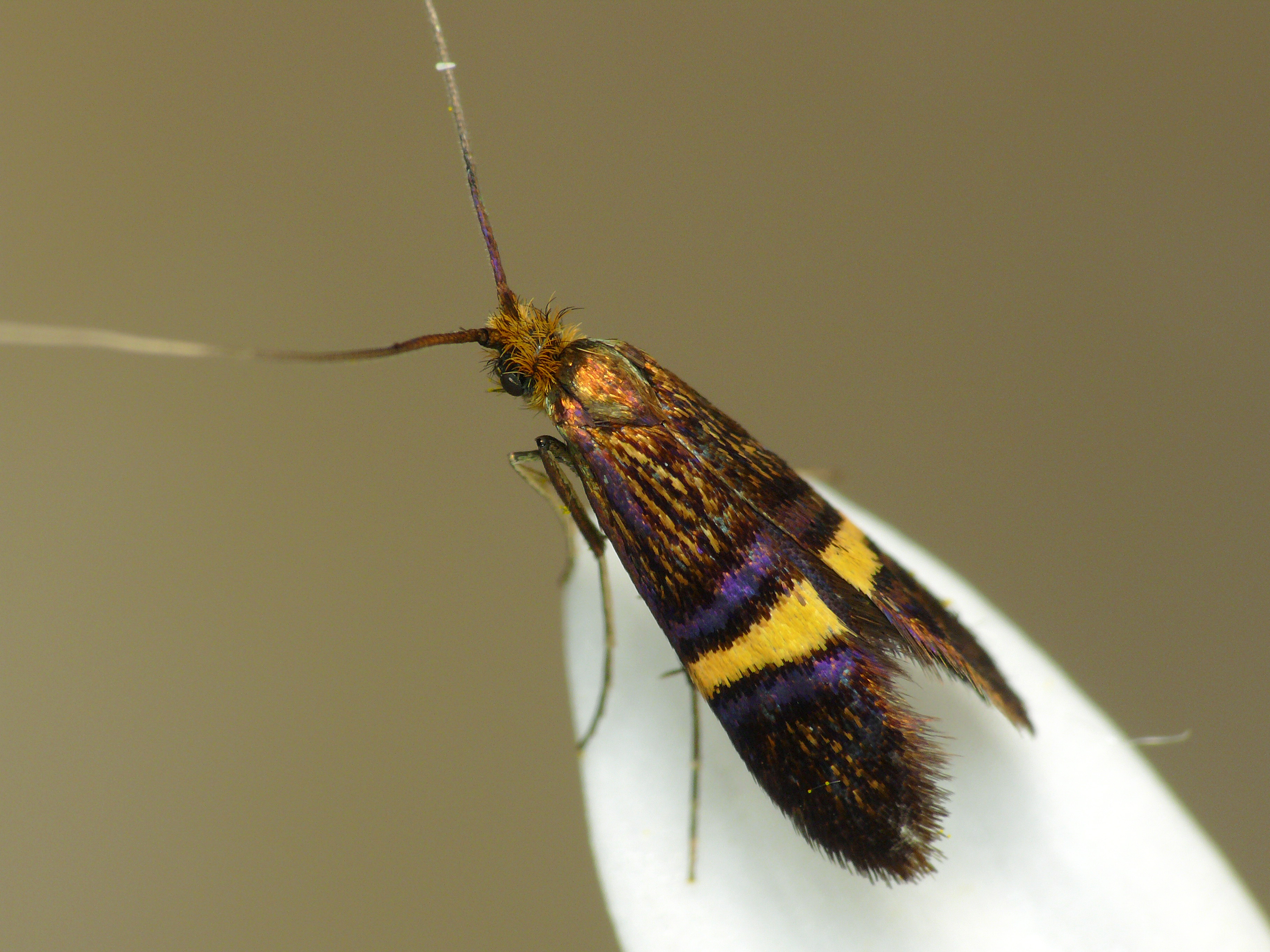
Adela croesella

Adela es un género de lepidópteros de la familia Adelidae, subfamilia Adelinae. Se encuentran en Eurasia y Norteamérica. En la península ibérica habitan ocho especies del género.

## Especies
- Adela albicinctella Mann, 1852
- Adela australis (Herrich-Schäffer, 1855)
- Adela caeruleella Walker, 1863
- Adela collicolella (Walsingham, 1904)
- Adela croesella (Scopoli, 1763)
- Adela cuneella Walsingham, 1891
- Adela cuprella (Denis & Schiffermüller, 1775)
- Adela droseropa Meyrick, 1921
- Adela eldorada Powell, 1969
- Adela electella (Walker, 1863)
- Adela flammeusella Chambers, 1876
- Adela gymnota (Meyrick, 1912)
- Adela homalella (Staudinger, 1859)
- Adela janineae (Viette, 1954)
- Adela mazzolella (Hübner, 1801)
- Adela natalensis Stainton, 1860
- Adela oplerella Powell, 1969
- Adela paludicolella (Zeller, 1850)
- Adela pantherellus (Guenée, 1848)
- Adela punctiferella Walsingham, 1870
- Adela purpurea Walker, 1863
- Adela reaumurella (Linnaeus, 1758)
- Adela repetitella Mann, 1861
- Adela ridingsella Clemens, 1864
- Adela septentrionella Walsingham, 1880
- Adela singulella Walsingham, 1880
- Adela thorpella Powell, 1969
- Adela trigrapha Zeller, 1876
- Adela tsaratanana (Viette, 1954)
- Adela violella (Denis & Schiffermüller, 1775)